# Henrich Kraushaar
Johann Henrich Kraushaar (* 16. August 1810 in Strothe; † 27. Mai 1870 in Helmighausen) war ein deutscher Gutsbesitzer und Politiker.

## Leben
Kraushaar war der Sohn von Johann Henrich Kraushaar (* 15. November 1765 in Strothe; † 30. April 1818 ebenda), der (1817)-1818 Richter zu Strothe war und dessen Ehefrau Marie Catharine Christiane Henriette geborene Jäger (* 4. März 1768 in Nieder-Schleidern; † 9. April 1844 in Helmighausen).
Er war evangelischer Konfession und heiratete am 9: Oktober 1842 in Vasbeck  Friederike Sophie Caroline Grebe (* 17. Juni 1820 in Massenhausen; † 21. April 1876 in Helmighausen), die Tochter des Landstands Johann Wilhelm Grebe (1779–1840)  und der Maria Catharina Beck. Wilhelm Heinrich Bernhard Karl Grebe war ein Bruder der Ehefrau.
Kraushaar war Gutsbesitzer in Helmighausen Er erhielt bei der Wahl eines Kürgenossen Helmighausens am 9. März 1844 mit 42 Prozent der abgegebenen Stimmen die relative Mehrheit. Nachdem der Landstand Wilhelm Krantz am 2. April 1844 verstorben war, kam es zu einer Neuwahl eines Landtagsabgeordneten für den Bauernstand im Oberjustizamt der Diemel. Kraushaar wurde gewählt und war vom 27. Januar 1845 bis zur Auflösung der alten Stände nach der Märzrevolution am 14. Juni 1848 Mitglied des Landstandes des Fürstentums Waldeck.